# Nancy Scheper-Hughes
Nancy Scheper-Hughes   (Nova York, 1944) és professora emèrita d'antropologia, directora i cofundadora (amb Margaret Lock) del programa de doctorat en antropologia crítica de la medicina de la Universitat de Califòrnia a Berkeley. Els seus escrits antropològics versen sobre temes com el cos, la fam, les malalties, la medicina, la maternitat, la psiquiatria, la psicosi, el patiment social, la violència, el genocidi, els escamots de la mort i el tràfic de persones.
És autora de diversos llibres, entre ells Death Without Weeping: the Violence of Everyday Life in Brazil (UC Press); Saints, Scholars and Schizophrenics: Mental Illness in Ireland (UC Press, en tres edicions); Commodifying Bodies (UK Sage) amb Loic Wacquant; Violence in War and Peace (Wiley-Blackwell) amb Philippe Bourgois; i, més recentment, Violence in the Urban Margins (Oxford University Press), amb P. Bourgois i J. Auyero.
Scheper-Hughes ha dut a terme treballs de camp etnogràfics al Brasil, Argentina, Israel, Sud-àfrica, Moldàvia, Filipines i els Estats Units. Com a directora fundadora d'Organs Watch, és consultora sobre tràfic d'òrgans per a la UE, la Interpol, l'Oficina de les Nacions Unides sobre la Trata de Persones i el Vaticà. Ha declarat (pro bono) en diversos processos de traficants de persones. Va ser testimoni del comerç d'òrgans que va portar pacients de ronyons israelians des de Israel, Europa i Nova York fins a Durban, Sud-àfrica, i de "venedors de ronyó" de comunitats empobrides de Recife. En una de les seves primeres investigacions sobre un grup internacional de corredors i els seus venedors d'òrgans vius amb seu a Nova York, Nova Jersey i Israel, va provocar diverses detencions per part de l'FBI.

## Carrera
El primer llibre de Scheper-Hughes, Saints, Scholars and Schizophrenics: Mental Illness in Rural Ireland (1979), va ser un estudi sobre la bogeria entre agricultors solters i va guanyar el premi Margaret Mead de la Society for Applied Anthropology el 1980. El llibre va establir la capacitat de Scheper-Hughes per provocar controvèrsia a través dels seus escrits. Especialment a Irlanda, molts lectors van obviar la seva interpretació de la desintegració de la vida familiar irlandesa rural a causa del col·lapse de l'economia agrària. En l'edició del 20è aniversari del llibre, Scheper-Hughes va proporcionar una actualització sobre les transicions que la comunitat estava passant en el moment de la seva investigació original. També va discutir els reptes i l'ètica de l'etnografia, qüestions que es posen de relleu a mesura que els antropòlegs treballen cada vegada més en comunitats que poden llegir i criticar la seva obra.
El seu llibre posterior Death without Weeping: The Violence of Everyday life in Brazil(1993), és el resultat de la investigació doctoral amb treball de camp etnogràfic que Scheper-Hughes realitzà en una favela d'una regió agrària perífèrica del Nordeste del Brasil. Tracta sobre la violència quotidiana i estructural que pateixen les mares camperoles que treballen en el monocultiu de la canya de sucre i que es neguen a cuidar els seus fills malaltissos. Una vegada més, la seva obra va comptar amb moltes crítiques, tant de dins com de fora del Brasil, atesa la representació que feu de dones que es veien empeses, en circumstàncies de misèria, a racionar el seu amor i el seu favor cap als nadons i nens petits que semblaven tenir les millors possibilitats de supervivència. Més controvertida fou encara la seva descripció de la deixadesa de mares que "col·laboraven" i "acceleraven" la mort d'infants que semblaven mancats de voluntat de viure (sem desejo), sense remei (sem jeito), o sense gust (sem gosto) per la vida, en una situació en què els instints maternals semblaven quedar en suspens. Tanmateix, la interpretació crítica que fa l'autora, és la de cercar les causes i la responsabilitat última d'aquesta tragèdia. en un context de fam crònica generalitzada, en el sistema econòmic global per al que les vides dels treballadors rurals i les seves famílies no comptaven (les seves morts sovint ni tan sols eren registrades oficialment) i quedaven relegades a la marginalitat sócio-econòmica. Death without Weeping, traduït al castellà com "La muerte sin llanto: Violencia y vida cotidiana en Brasil" (Ariel, 1997) s'ha convertit en un clàssic dins del camp de l'antropologia mèdica.
A més de les seves monografies completes, Scheper-Hughes ha publicat sobre SIDA/VIH a Brasil i Cuba, drets humans, escamots de la mort, apartheid i barraques de violència a Sud-àfrica i abusos sexuals a l'Església catòlica, encunyant o popularitzant termes com el "cos conscient" (1987, amb Margaret Lock), "economia política de les emocions" (1993a), "ètica de bot salvavides" (1993b), "neocanibalisme" (2001), "ciutadania sexual" (1994b)), el "continu genocida", "antropologia militant" i "antropologia de peus a terra" (pé-no-chão) (1995). Un dels temes centrals que atravessen la trajectòria de Scheper-Hughes és com la violència arriba a marcar els cossos de persones vulnerables, pobres i privades de drets amb una intimitat terrorífica. El seu treball a Amèrica Llatina, Sud-àfrica, Irlanda i Europa de l'Est ressegueix la insidiosa invisibilitat de la violència quotidiana, que sovint converteix els vulnerables i els explotats en els seus propis guardians i botxins.
A més de la seva pròpia investigació, ha ajudat a difondre a un públic més ampli el treball d'erudits com el psiquiatre italià Franco Basaglia, lider del moviment de la antipsiquiatria al seu país; l'educador brasiler Paulo Freire, autor de la pedagogia de l'oprimit i el geògraf i nutricionista brasiler Josué de Castro, autor de Geografia de la fam.

## Interessos especials
Antropologia mèdica crítica, antropologia de la violència, cultura i salut mental, desigualtat i marginalitat, infància i família, Irlanda, Brasil, Cuba, Sud-àfrica.

## Activisme internacional
Scheper-Hughes va ser voluntaria del cos de pau al Brasil als anys seixanta. Va treballat com a activista i amb moviments socials al Brasil (en defensa dels treballadors rurals, contra els esquadrons de la mort i pels drets dels nens del carrer) als Estats Units (com a treballadora dels drets civils i com a treballadora catòlica per les persones sense llar i malalts mentals, contra la investigació d'armes nuclears al Lawrence Livermore National Laboratory i internacionalment en defensa dels drets dels que venen els seus ronyons.

### Comerç d'òrgans
El 1999, Scheper-Hughes es va unir amb altres tres professors per llançar Organs Watch, una organització dedicada a la investigació sobre el tràfic global d'òrgans humans, el seguiment dels moviments de persones i òrgans per tot el món, així com de les desigualtats mundials que faciliten aquest comerç.
A l'octubre de 2008, va aparèixer al programa de la BBC HARDtalk expressant la seva ferma oposició a la compravenda lliure d'òrgans, fins i tot si hi havia supervisió del govern mitjançant la regulació. La seva raó per aquesta posició és que creia que acabaria corrompent-ho tot a causa de la inevitabilitat dels agents que es dediquen a satisfer les demandes dels compradors rics de donants de més qualitat. S'oposava al programa de donants d'òrgans regulat pel govern iranià, que comporta recompenses en efectiu, i predigué que fracassaria. La seva preferència seria fer donacions voluntàries gratuïtes de la família o els amics. Ha caracteritzat els esforços dels pacients que esperen un trasplantament d'òrgans per salvar-los la vida mitjançant la compra d'un òrgan de substitució a d'un voluntari com "una nova forma de fetitxisme de productes bàsics". Lamenta el fet que per als pacients moribunds que esperen un trasplantament, "en el context tardà o postmodern orientat al consumidor, l'antiga prescripció de la virtut en el sofriment i la gràcia en morir només pot semblar absurd". En comptes d'això, recomana que es retallin les llistes d'espera per als trasplantaments d'òrgans, que ara són letalment llargues, qüestionant "el dret dels lactants i dels majors de 70 anys a estar a la llista d'espera".
No obstant això, el 2010, Nancy Scheper-Hughes va donar suport a la compensació legal per les donacions d'òrgans. També diu que les indemnitzacions ja es paguen en el sentit de "no preguntar, no dir". Darrere d'això hi ha la desesperació per l'escassetat de donacions d'òrgans.
A la dècada de 2000, Scheper-Hughes va investigar un anell internacional de venedors d'òrgans amb seu a Nova York, Nova Jersey i Israel. Va entrevistar diversos centenars de donants d'òrgans del tercer món i va informar que tots sentien que se n'havien aprofitat i que sovint quedaven malalts, incapaços de treballar i incapaços de rebre atenció mèdica. Alguns d'ells van ser enganyats per donar òrgans i van ser amenaçats a punta de pistola quan van intentar resistir. Alguns trasplantaments van tenir lloc als principals hospitals de la ciutat de Nova York, i Scheper-Hughes va dir que el personal de l'hospital sabia que s'estaven fent trasplantaments il·legals. Va informar l'FBI, que va efectuar detencions uns anys més tard. Quan els fets es van fer públics, va dir que gran part del tràfic mundial de ronyons es podria cercar a Israel. En una conferència del 2008, va identificar com a principals motivacions dels traficants israelians la "cobdícia" i la "venjança, restitució-reparació de l'Holocaust", donat que uns traficants israelians li haurien dit que "és com una mena d'ull per ull i dent per dent. Obtindrem tots els ronyons, fetge i cor que puguem. El món ens ho deu"

## Premis i reconeixements
El primer llibre de Scheper-Hughes, Saints, Scholars and Schizophrenics: Mental Illness in Rural Ireland (1979), un estudi sobre la bogeria entre els solters, va obtenir el 1980 el premi Margaret Mead de la Society for Applied Anthropology .
Scheper-Hughes va ser guardonada amb el primer premi Berkeley William Sloane Coffin Jr. a l'abril de 2007. El premi reconeix el lideratge moral entre els membres de la comunitat de la Universitat de Califòrnia, Berkeley. El premi rep el nom de William Sloane Coffin, capellà de la Universitat Yale i activista del Moviment pels Drets Civils i del moviment per la pau.

## Publicacions seleccionades

### Llibres
- 2003a Commodifying Bodies. Co-edited with Loïc Wacquant. London: Sage Publications. Series in Theory, Culture, and Society.
- 2001b	 Saints, Scholars and Schizophrenics. Berkeley: University of California Press. 20th Anniversary edition. Expanded and updated with new preface and epilogue
- 1999  Small Wars: The Cultural Politics of Childhood. Co-edited with Carolyn Sargent. Berkeley: University of California Press.
- 1993b	Death without Weeping: The Violence of Everyday Life in Brazil. Berkeley: University of California Press. (Second edition, paperback). Traduït al castellà com: "La muerte sin llanto: Violencia y vida cotidiana en Brasil", 1997, Barcelona: Ariel.
- 1979 Saints, Scholars and Schizophrenics: Mental Illness in Rural Ireland. Berkeley: University of California Press.

### Articles
- 2007b “Violence and the Politics of Remorse: Lessons from South Africa.” In Subjectivity: Ethnographic Investigations, pp. 179–233. João Biehl, Byron Good, and Arthur Kleinman, editors. Berkeley: University of California Press.
- 2006a “The Tyranny of the Gift: Sacrificial Violence in Living Donor Transplants,” American Journal of Transplant (Ethics Corner), 7: 1-5
- 2006b “Alistair Cooke’s Bones: a Morality Tale. Anthropology Today (December): 22(6):3-8
- 2006c “Death Squads and Democracy in Northeast Brazil”. In Jean and John Comaroff, Eds, Law and Disorder in the Postcolony, pp. 150–187. Chicago: 	Chicago University Press
- 2005a “Katrina: The disaster and its doubles,” Anthropology Today 21(6): 2.
- 2005b “Disease or Deception: Munchausen by Proxy as a Weapon of the Weak” In Lying and Illness: Power and Performance, edited by Els van Dongen and Sylvie 	Fainzang, pp. 113–138. Het Spinhuis, Amsterdam.
- 2004a Violence in War and Peace: an Anthology. Edited by Nancy Scheper-Hughes and Philippe Bourgois. London: Basil Blackwell.
- 2004b “The Last Commodity: Post-Human Ethics and the Global Traffic in ‘Fresh’ Organs,” in Global Assemblages, Aihwa Ong and Stephen Collier, eds. London: Basil Blackwell.
- 2004c “Parts Unknown: Undercover Ethnography of the Organs-Trafficking Underworld”. Ethnography 5(1): 29-73
- 2003b “Priestly Celibacy and Child Sexual Abuse,” with John Devine. Forum: The Catholic Church, Pedophiles and Child Sexual Abuse. Sexualities 6 (1): 15–39.
- 2003c “A Genealogy of Genocide”. Modern Psychoanalysis 28(2): 167–197.
- 2001a	“Ishi’s Brain, Ishi’s Ashes.” Anthropology Today 17 (1) (February): 12–18.
- 2000 "The Global Traffic in Human Organs." Current Anthropology." 41(2): 191-211.
- 1998	“Bodies of Apartheid: Witchcraft, Rumor and Racism Confound South Africa’s Organ Transplant Program." Worldview (Fall): 47–53.
- 1995	“The Primacy of the Ethical: Propositions for a Militant Anthropology.” Current Anthropology 36 (3) (June): 409–20.
- 1994a	“Embodied Knowledge: Thinking with the Body in Critical Medical Anthropology,” in Assessing Cultural Anthropology, Rob Borofsky, ed. New York: McGraw-Hill, pp. 229–42.
- 1994b	“AIDS and the Social Body.” Social Science & Medicine 39 (7): 991–1003.
- 1993a	“Life Boat Ethics.” Republished in Gender in Cross-Cultural Perspective, pp. 31–37. Caroline Brettell and Carolyn Sargent, eds. Englewood Cliffs, N.J.: Prentice Hall.
- 1991a	“The Message in the Bottle: Illness and the Micropolitics of Resistance,” with Margaret Lock. Journal of Psychohistory 18 (4): 409–32.
- 1991b “Virgin Territory: The Male Discovery of the Clitoris.” Medical Anthropology Quarterly 5 (1) (March): 25–28.
- 1990	“Three Propositions for a Critically Applied Medical Anthropology.” Social Science & Medicine 30 (2): 189–97.
- 1989	 "Death Without Weeping." Natural History 10: 8-16.
- 1987a	*Scheper-Hughes, Nancy. The Mindful Body: A Prolegomenon to Future Work in Medical Anthropology with Margaret Lock. Medical Anthropology Quarterly. (1): 6-41. pp.
- 1987b	 Psychiatry Inside Out: Selected Writings of Franco Basaglia. Edited with introductions and essays by Nancy Scheper-Hughes and Anne M. Lovell. Nova York: Columbia University Press.
- 1987c	“A Children's Diary in the Strict Sense of the Term: Managing Culture-Shocked Children in Brazil.” Human Organization 46 (l): 78–83. Reprinted in Children in the Field: Anthropological Experiences, ed. Joan Cassell, 1987. Philadelphia: Temple University Press, pp. 443–54.
- 1986	“Breaking the Circuit of Social Control: Lessons in Public Psychiatry from Italy and Franco Basaglia,” with Anne M. Lovell. Social Science & Medicine 23 (2): 159–78.
- 1984	“The Margaret Mead Controversy: Culture, Biology, and Anthropological Inquiry.” Human Organization 43 (1): 85–93.